# Minuterie per presepe napoletano

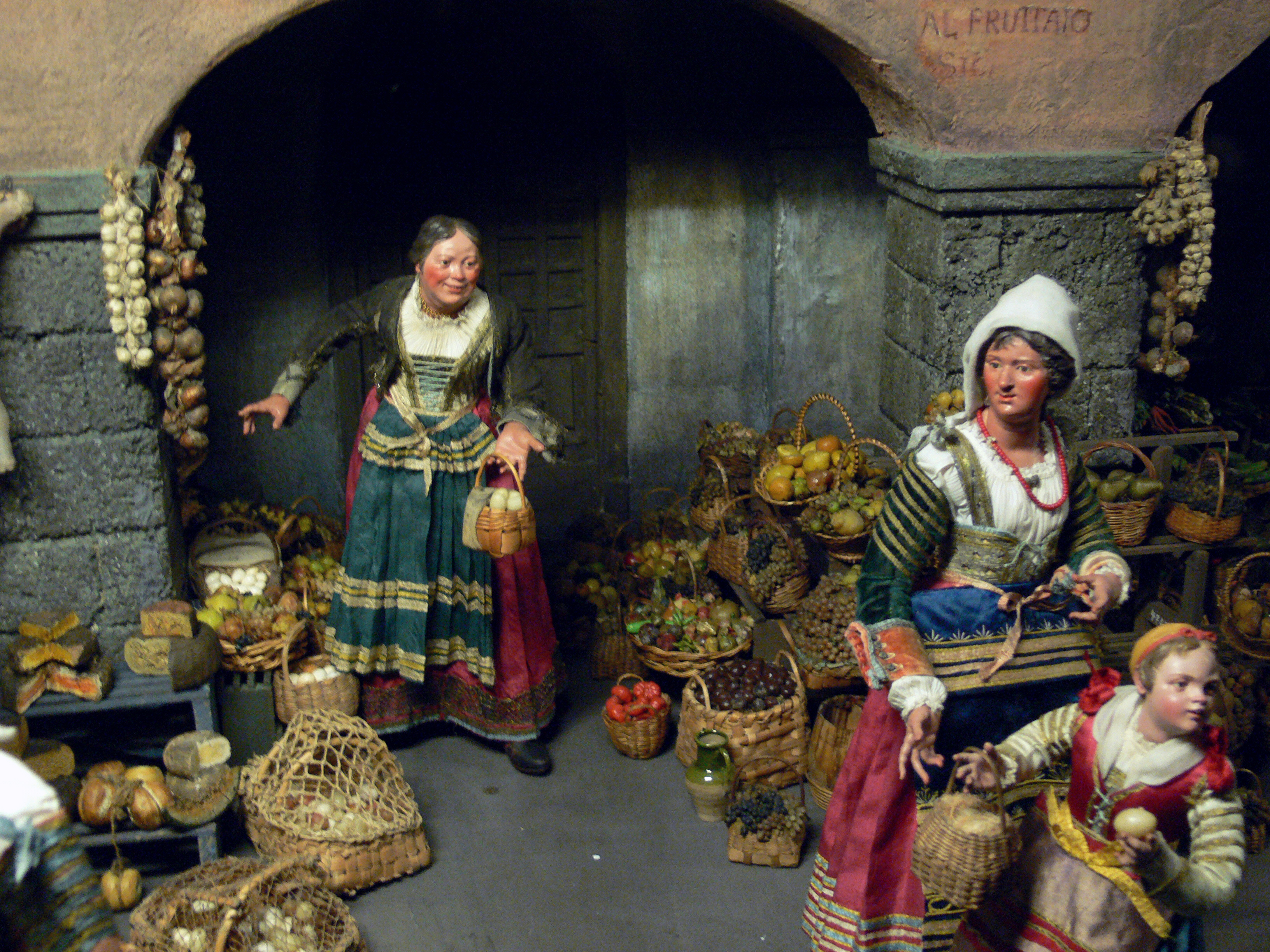
Scena di mercato, Museo nazionale bavarese (Monaco)

Per minuterie del presepe napoletano si intendono tutti gli oggetti, accessori e miniaturizzati, appositamente creati da artigiani specializzati, con l'utilizzo di vari materiali, come cuoio, rame, legno, vimini, ceramica, argento e oro, ferro, cordame, cera colorata. Queste minuterie, accessori che completano e caratterizzano le figure e le scene, in genere riproducono, naturalmente in scala, oggetti realmente in uso nel Settecento; ma alcuni, ad esempio quelli inseriti nel Corteo dei Magi, sono frutto di pura fantasia. La realizzazione di questi accessori continua ancora oggi, a Napoli, con identici materiali e con tecniche che si ispirano a quelle settecentesche. Queste minuterie sono state oggetto di un collezionismo attento e selettivo.

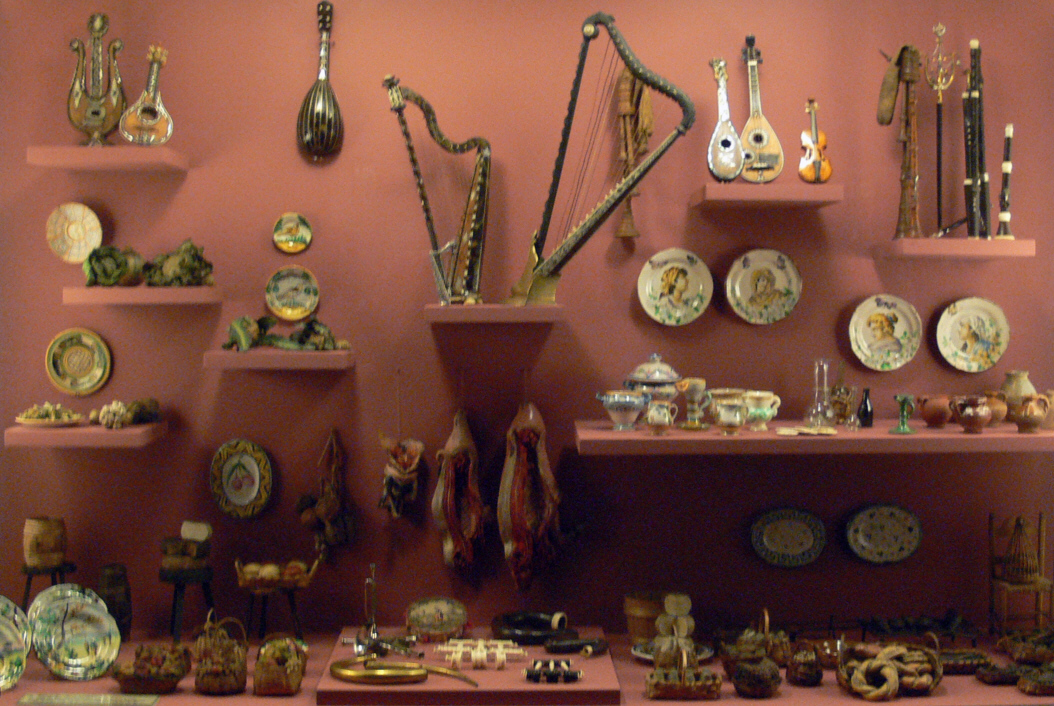
Minuterie del presepe napoletano, Museo nazionale bavarese (Monaco)

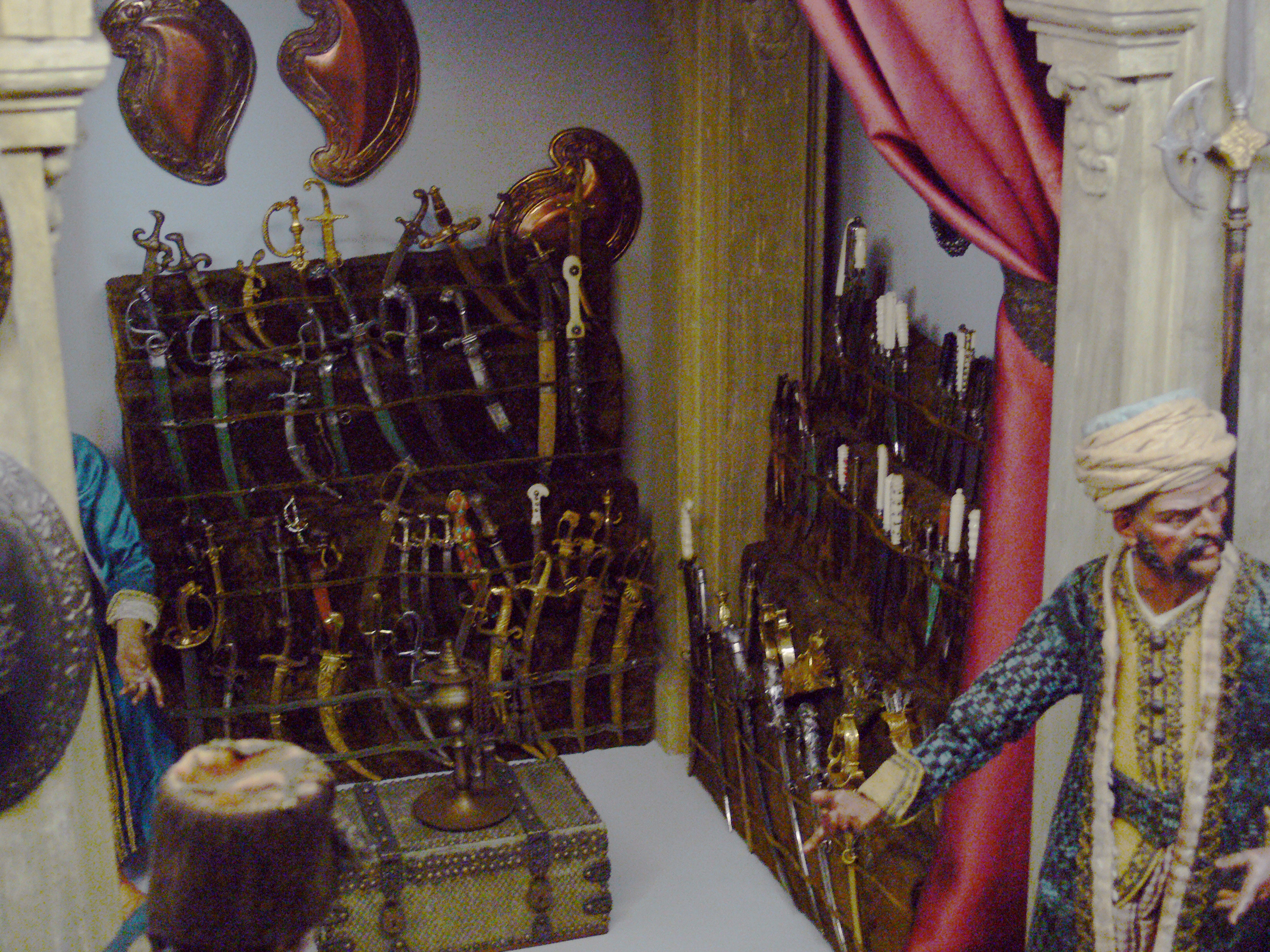
Arsenale dei Tre Re Magi, Museo nazionale bavarese (Monaco)

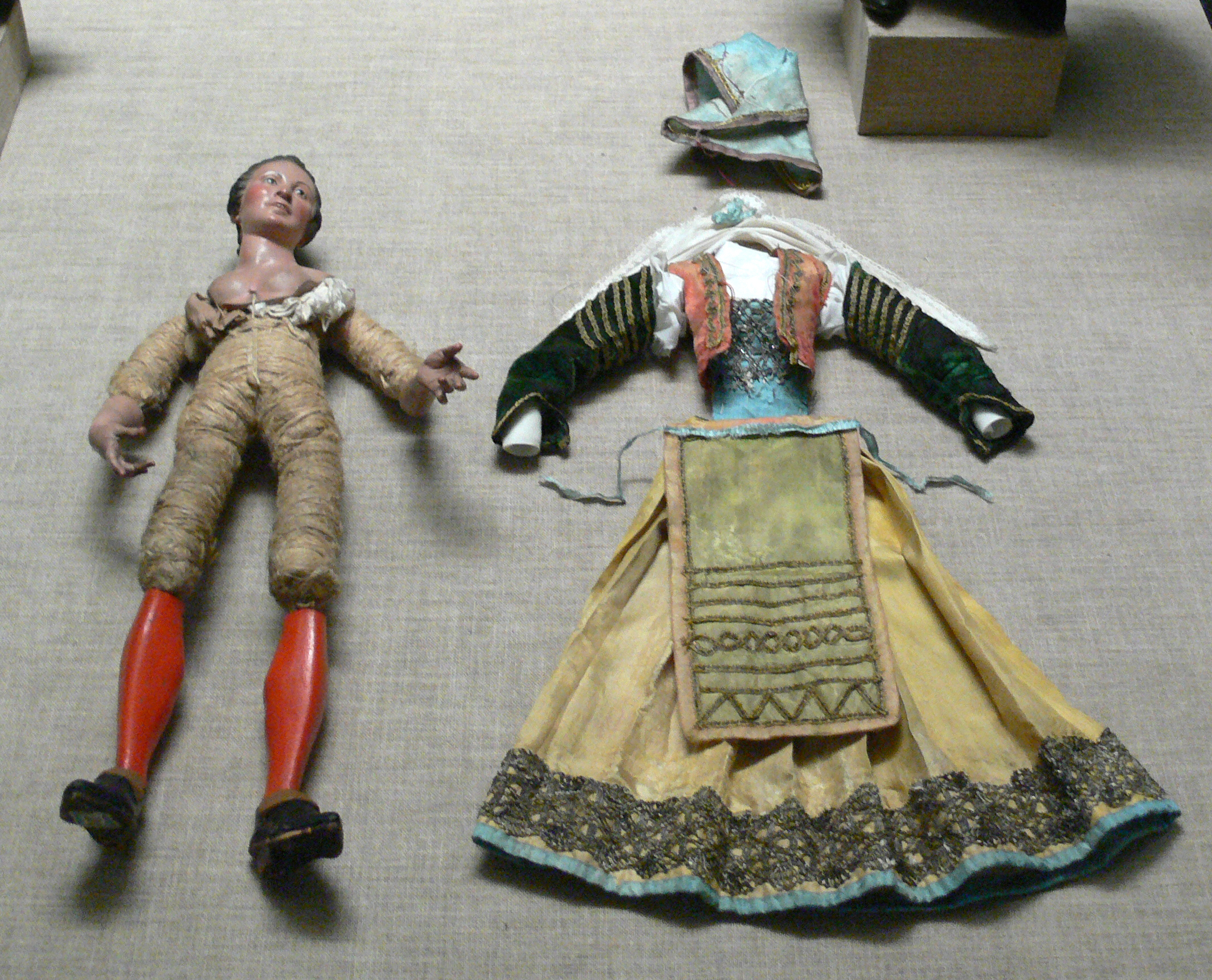
Figura di presepe napoletano e suo abito, Museo nazionale bavarese (Monaco)

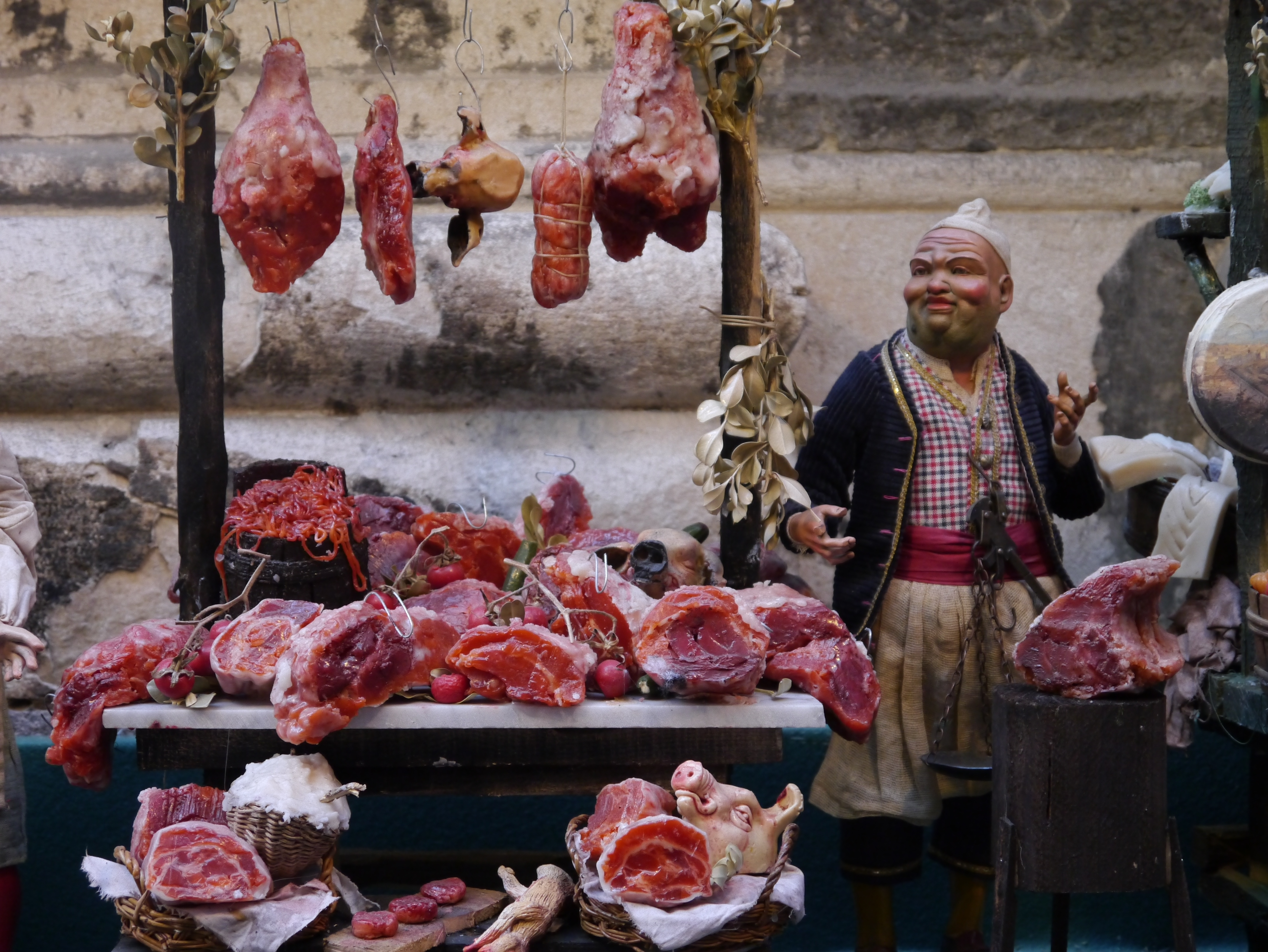
Venditore di carne nel presepe napoletano

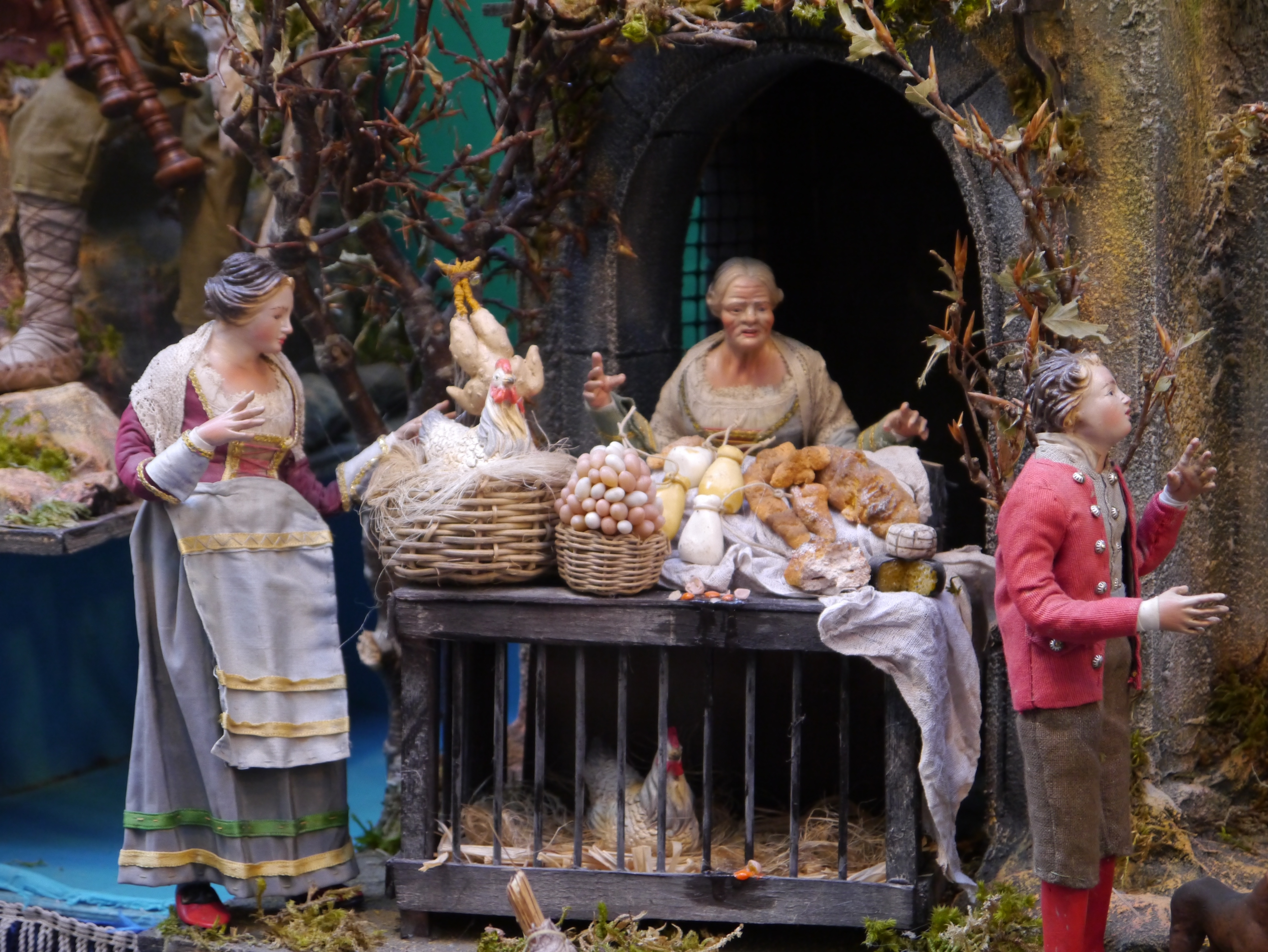
Vendita di uova del presepe napoletano

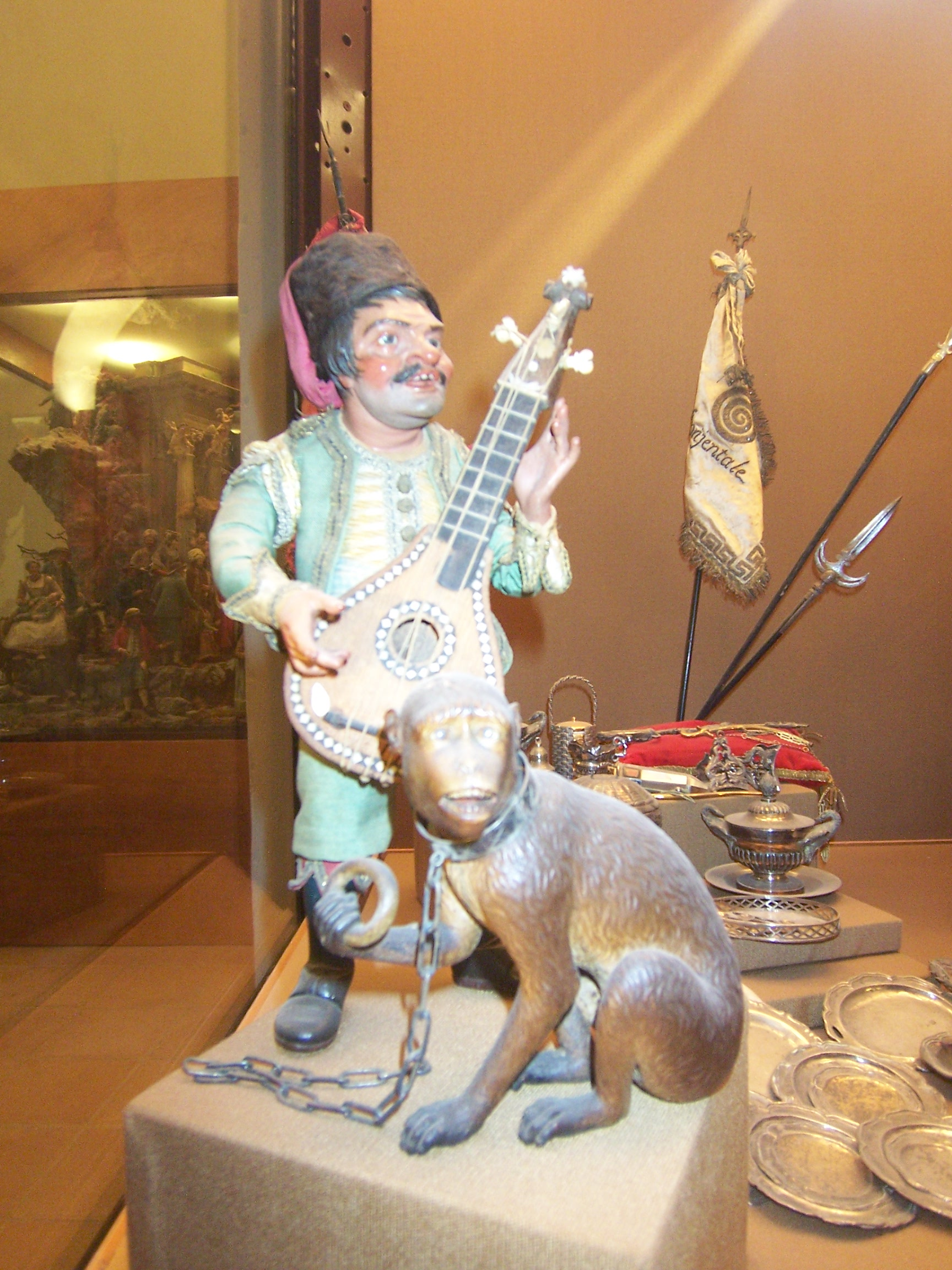
Schiavo turco con scimmia, Museo di San Martino (Napoli)

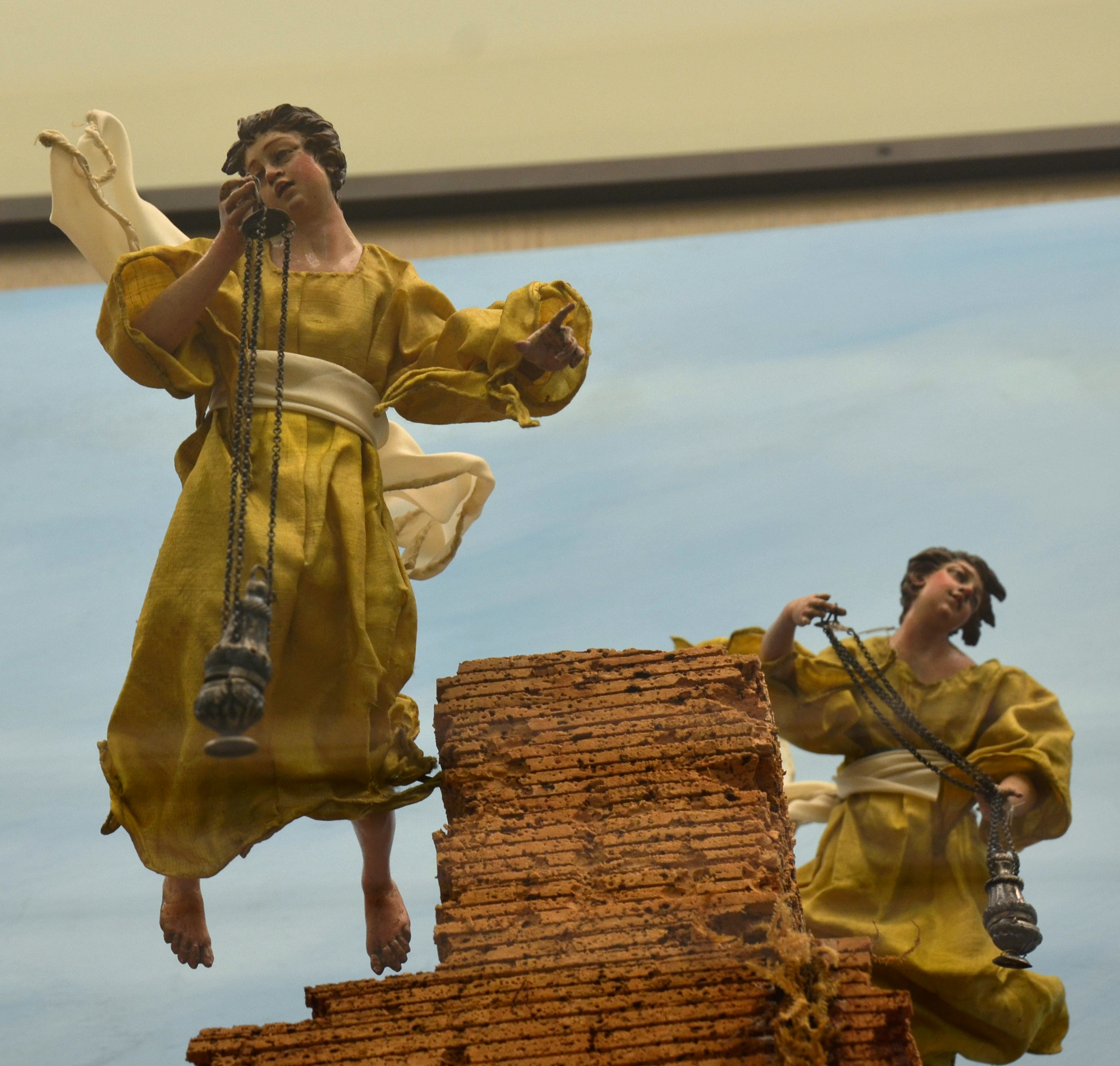
Angeli con turibolo, Musée des beaux-arts de Rouen

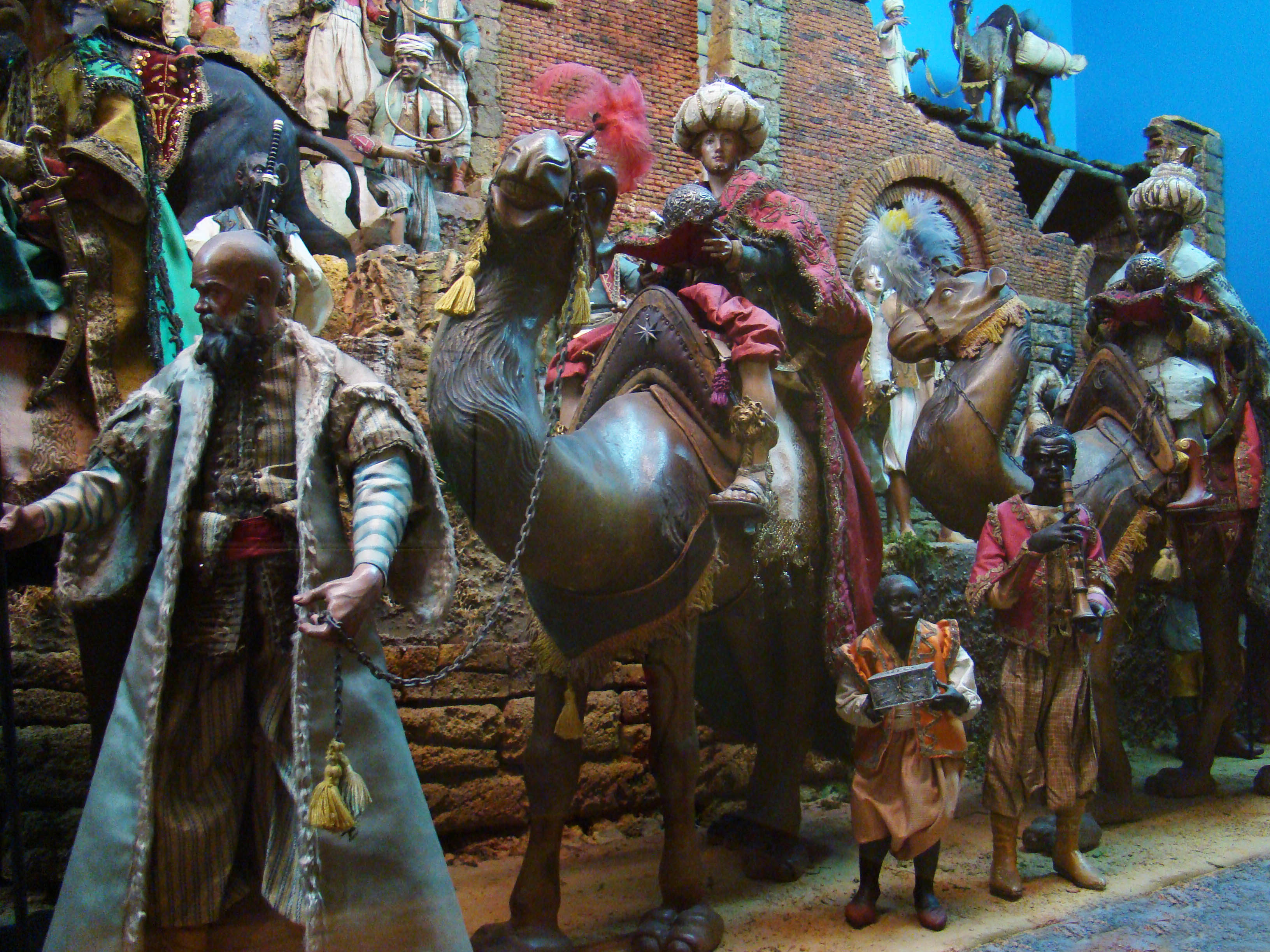
I Re Magi, Museo nazionale di scultura (Valladolid)

## Descrizione e storia
Nella seconda metà del Settecento, alle scene classiche del presepe napoletano - Natività, Annuncio, Osteria, Corteo dei Re Magi, Angeli - si aggiungono un gran numero di altre scene, soprattutto nella camapagna e nel paese. Si vedono orchestrine che allietano gli avventori all'osteria e la cena di nobili e di borghesi, episodi di danza popolare, mercati ortofrutticoli, banchetti del pane e del pesce, officine di fabbri e di falegnami, vendita di salumi di carni e di formaggi, contadini al lavoro nei campi e perfino la grotta dei banditi, armati di schioppi e di tromboni. Anche il Corteo dei Re Magi si spezzetta e si arricchisce di varie scene: odalische in portantina, giocolieri, suonatori, cavalli con staffieri, muli carichi di piatti e di coppe d'argento, in filigrana oppure sbalzate e cesellate. Queste nuove scene, realizzate in modo veristico, impiegano un gran numero di oggetti: una ricchezza di rappresentazione che non ha uguale in nessun'altra cultura presepiale.
Furono anche impiegate manifatture che fabbricavano oggetti di uso comune, come terraglie e ceramiche, come tessuti in seta in panno in cotone,  come strumenti musicali; ma straordinario fu l'apporto di singoli artigiani. Si arrivò alla specializzazione: c'era chi fabbricava solo cesti, o gabbie per conigli e pollame, o tavoli e sedie impagliate, o pipe, o parrucche per i nobili, o collane e monili di corallo; perfino le ali degli angeli e i piedi dei pastori erano fatti da artigiani specializzati. Festoso e stravagante il Corteo dei Re Magi, sull'esempio delle ambascerie che nel Settecento arrivavano a Napoli dall'Oriente, si arricchì di figure, come circassi, turchi e perfino cinesi, e quindi anche di oggetti ispirati alle tradizioni dei loro popoli. Al collo dei Re Magi fu a volte appeso il Collare dell'Ordine di San Gennaro, onorificenza creata dal re Carlo III di Spagna nel 1738.

### Minuterie e materiali impiegati[1]

#### Oro, argento, corallo
- Corallo. Da Trapani, ma anche da Torre del Greco provenivano i monili: collane, bracciali, pendenti in corallo, che decoravano in particolare le donne del popolo.
- Argento. Gli argentieri genovesi mandavano a Napoli minuscoli oggetti in filigrana d'argento: gioielli ma anche piatti, vassoi, coppe, cofani e forzieri, per arricchire il Corteo dei Re Magi. Servivano anche bottoni di filigrana per gli orientali e per i panciotti dei borghesi. In argento sono i turiboli o incensieri, nelle mani degli angeli.
- Oro. Gli orafi napoletani realizzarono gioielli in oro basso (rosa e giallo) a volte riproducendo, in miniatura, gioielli realizzati per le dame della famiglia dello stesso committente. Gli orafi produssero sciucquaglie e pendindiffe (orecchini e pendenti) e altre minuscole gioie, per ornare le figure di donne, borghesi e nobili. Erano impreziosite da perline e, talvolta, anche da pietre preziose vere.

#### Strumenti musicali
Il liutaio Antonio Vinaccia, appartenente a una famiglia di liutai napoletani, costruì in scala chitarre, violini, liuti e viole, perfettamente funzionanti. Furono utilizzati per le orchestrine che allietavano le cene dei borghesi e dei nobili e la tavola rustica degli avventori all'osteria. Nel presepe napoletano si realizzarono scene di danza popolare con tamburelli e triccaballacche e si misero piccole orchestrine sotto i balconi, per fare una serenata. Nell'Ottocento fecero la loro apparizione mandolini e colascioni. Anche gli orientali furono dotati di trombe e tromboni in ottone e di strumenti a percussione. Tra gli strumenti musicali conservati a Monaco di Baviera, al Museo nazionale bavarese, c'è una minuscola lira chitarra o chitarra lira, uno strumento divenuto di moda a Napoli in epoca primo Impero e tipico della bottega del liutaio Gennaro Fabbricatore.
Gli strumenti musicali a corda, non funzionanti, furono realizzati con un'anima di legno ricoperta da una sfoglia di tartaruga, a simulare la parte in legno. La decorazione era in scaglie di avorio e lamelle d'argento.

#### Ceramica e terraglia, vetro[2]
- Vetro. Calici e bicchieri, vasi portafiori, bugie e candelabri, il rustico peretto (una bottiglia a forma di pera), caraffe e alzatine per la frutta, brocche furono realizzate in vetro soffiato, da artigiani specializzati che lavoravano in concorrenza con il vetro di Murano. Tra le minuterie sono i più deperibili e quindi i più rari nei musei e nelle collezioni private.[3]
- Ceramica. Per piatti, tazze, zuppiere, ciotole, bugie, sperlonghe per offrire il pesce, servirono per imbandire la tavola nella taverna o le tavole di nobili e di borghesi. Si ricorse a celebri manifatture che realizzarono questi apparati in ceramica, decorata con nastri e fiorellini. Queste minuterie venivano anche dall'Abruzzo, dalle fabbriche di Maiolica di Castelli e da Cerreto Sannita, dove si realizzava anche la classica fiasca per il vino, rotonda e schiacciata, da appendere alla spalla. Il minuscolo boccale con becco appuntito, detto pizzo 'e papere, si faceva in una manifattura ceramica a Ponte della Maddalena, vicino a Napoli, insieme alla colorata e vistosa caraffa, detta inganna pacchiana. Alla realizzazione di vasellame in ceramica e in maiolica concorsero fabbriche come la Giustiniani della Marinella.[4] Nel primo Ottocento venne di moda il decoro all'etrusca, su fondo rosso e con figure nere, ispirato agli affreschi ritrovati negli scavi di Pompei. Da accostare alle figure dei pastori e alle venditrici di frutta pesce formaggi e verdure, ma anche nell'arredamento della osteria, furono realizzate più semplici terraglie, in creta smaltata: orci, ampolle, brocche. Servizi di piatti, in terraglia bianca o color ocra, furono prodotti dalla fabbrica di ceramica Del Vecchio.

#### Rame e ferro
- Rame. La conca abruzzese in miniatura è entrata nelle scene del presepe napoletano. Da Scanno e da Pescocostanzo provenivano altri utensili in rame: mestoli, scaldini, caldaie, ruoti e rutelli (tegami tondi di varia grandezza), gli zirri per contenere l'olio, le concole per l'acqua. Si fabbricavano questi oggettini anche in una lega, detta cedro-rame, composta da ottone e da rame. Dal paese vesuviano di Sant'Anastasia vennero paioli e bracieri.
- Ferro. Con questo materiale erano realizzati vari oggetti, come gli utensili dell'officina del fabbro e la caldaia per la venditrice di castagne.

#### Legno, cuoio, vimini, cordame
- Legno. Questo materiale fu variamente impiegato, per costruire panche sedili e tavoli dell'osteria, sedie per la tavole dei borghesi, botti di vino, carretti, mostre di prodotti ortofrutticoli offerti in vendita.
- Vimini. Era soprannominato Farinariello un fornaio e artigiano che era celebre per i cestini intrecciati e anche per scolpire pollame spennato, da appendere alle travi dell'osteria. Panieri, cestini e spasselle basse e larghe, di misure varie, servivano per apparecchiare i banchi, nelle scene del mercato.
- Cuoio e cordame. Di cuoio erano i finimenti e le selle dei cavalli, le borracce e le cinte dei pastori. Il cordame era impiegato per appendere salumi, prosciutti e caciocavalli nell'osteria, per stendere i panni sui terrazzi.

#### Cera colorata
Le nature morte presepiali si ispirano alle nature morte seicentesche di scuola napoletana: è questo un argomento studiato con grande attenzione. Per riprodurre la trasparenza della frutta, così come interpretata magistralmente dalla pittura napoletana seicentesca, si ricorse alla ceroplastica. Si credeva che la frutta in cera colorata fosse soprattutto opera della ceroplasta Caterina de Julianis; al contrario a Gennaro Ardia - modellatore di cui si sa poco o nulla, vissuto tra Settecento e Ottocento - sono da attribuire i delicatissimi frutti pesci e ortaggi, fatti di cere colorate e presentati dentro cestini di vimini o di corteccia d'albero.

#### Tessuti
Un capitolo a parte per le sete, a minuscoli fiorellini, prodotte dalla seteria di San Leucio, ma servivano anche stoffe di cotone a righe per vestire gli orientali, tela di lino e merletti per le camicie e le cuffie delle donne, panno per vestire i pastori. Le sete, dette Portanova dal quartiere di Salerno dove si producevano, servirono per gli abiti delle odalische e delle ricche borghesi. Nel 1782 il re Ferdinando IV di Napoli commissionò a Saverio Gatta e a Alessandro d'Anna una serie di acquerelli che riproducevano uomini e donne nei loro costumi tipici delle varie province napoletane. Probabilmente li vide Matteo - un artigiano conosciuto oggi solo col nome e che era responsabile delle vestiture di molti presepi napoletani - e se ne servì come modello. Nel presepe napoletano entrarono così figure in rappresentanza di luoghi, anche geograficamente lontani da Napoli, ma tutti appartenenti al Regno di Napoli. Si produssero anche pizzi e passamanerie. Le ricche grisette napoletane - che erano sete laminate in oro, oppure ricamate a fiorellini con filo d'argento - entrarono nel presepe napoletano.

#### Armi
Anche gli armieri furono coinvolti nella realizzazione del presepe napoletano. Servivano archibugi e schioppi per la scena dei banditi nella grotta, e servivano lance, dardi, picche, scimitarre, per armare gli orientali. Erano realizzati in ferro, e a volte in filigrana d'argento. Furono realizzate anche scimitarre in acciaio damascato, con pietre preziose incastonate, nel Laboratorio di pietre dure della Manifattura di San Carlo alle Mortelle, (Quartieri Spagnoli).

#### Mezzi di trasporto
La forma del carretto derivava dal carretto normalmente in uso nelle campagne napoletane; l'idea della portantina delle odalische, nel Corteo dei Magi, è stata invece il frutto di una particolare variazione sul tema del corteo degli orientali e rappresenta un'assoluta rarità. Alcuni focosi cavalli del Corteo dei Magi sono in realtà ritratti di destrieri, allora esistenti nelle scuderie reali di Napoli.

#### Altre minuterie
Alcune figure del presepe napoletano sono calve e hanno un piccolo gancio alla sommità del capo che serviva a fissare la parrucca, confezionata con crine o con veri capelli. Tra le altre minuterie: i cappelli di feltro e di paglia, le borse di tela a fiori, i bastoni da passeggio, le pipe, i turbanti piumati degli orientali.